# Para-Standing-Tennis

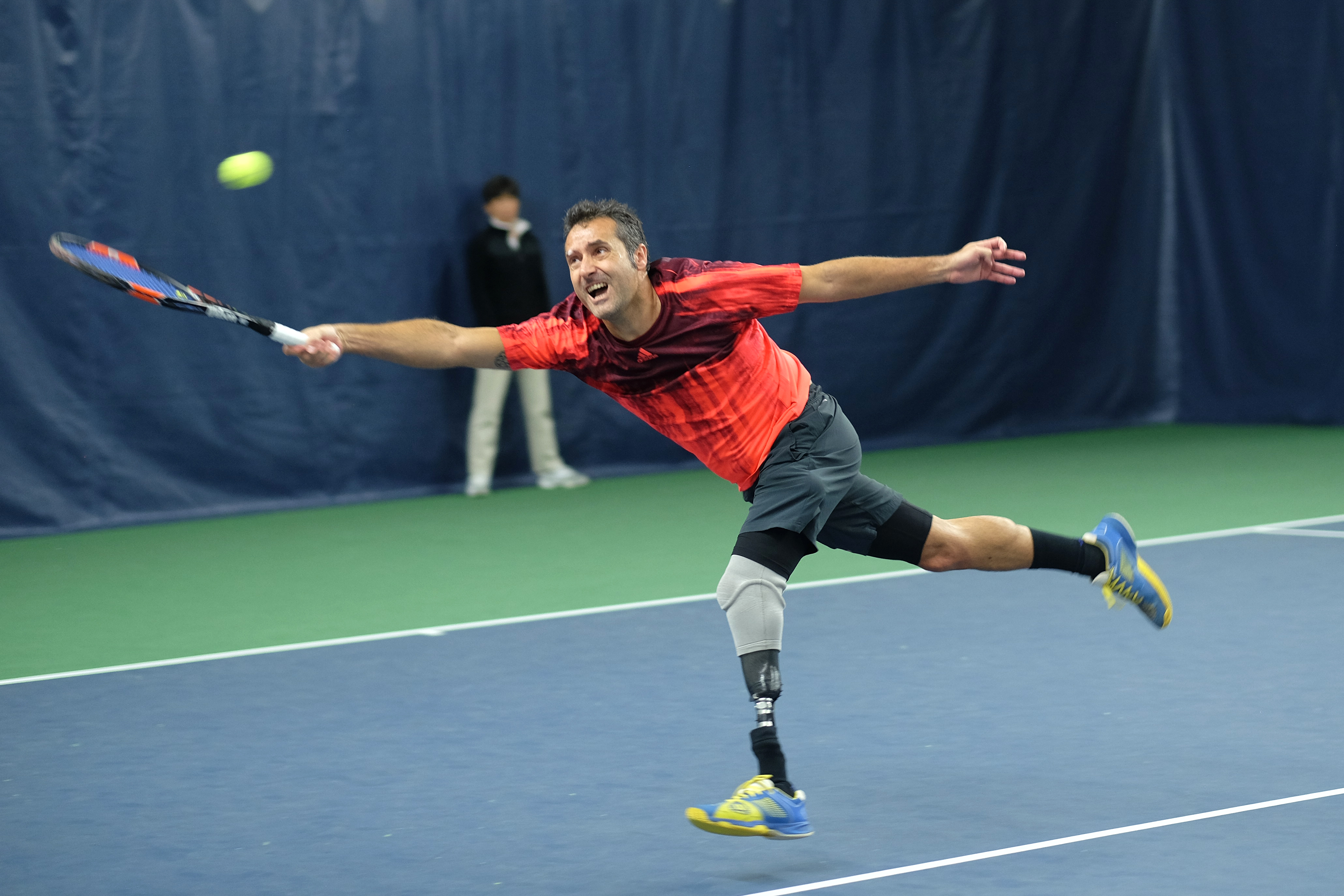
Spanischer PST-2-Tennisspieler Ivan Corretja bei den USA TAP Open 2016

Para-Standing-Tennis (PST, auch: englisch Adaptive Standing Tennis, AST oder spanisch Tenis Adaptivo de Pie, TAP) ist eine Abwandlung des Tennis für Menschen mit körperlichen Behinderungen, die ohne Rollstuhl spielen, worauf die Bezeichnung Standing (englisch stehend) hinweist. Der Sport wird seit 2024 von der International Tennis Federation (ITF) und nationalen Dachverbänden unterstützt und umfasst im Jahr 2025 über 400 Spieler aus 31 verschiedenen Ländern. Das Ziel des PST ist, bei Grand Slams vertreten zu sein und eine paralympische Sportart zu werden.

## Geschichte

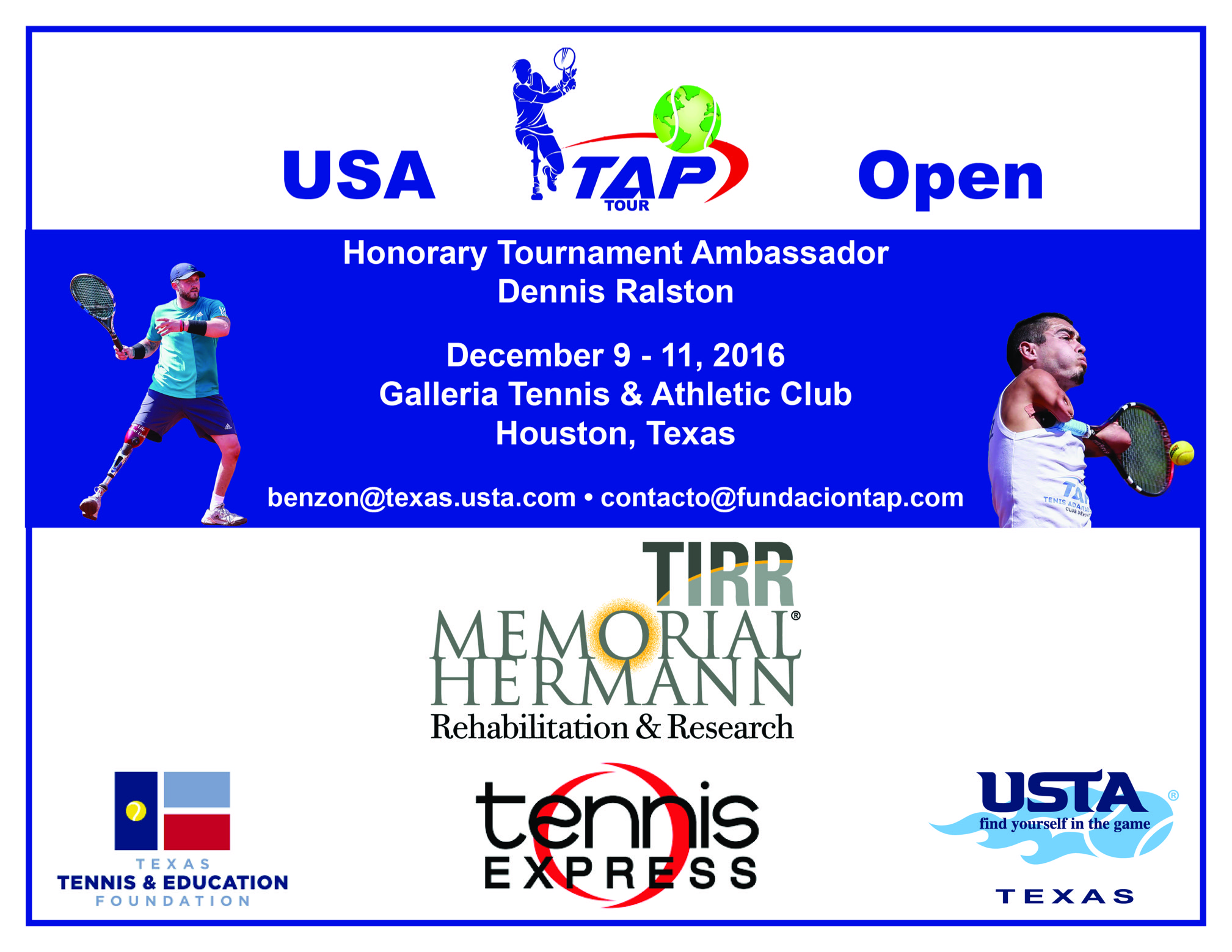
USA TAP Open, 2016 in Houston, Texas.

Diese Abwandlung des Tennis hat ihre organisierten Wurzeln in Lateinamerika. Standorte in Mexiko und Südamerika waren die ersten, die mit der Organisation von Tennisturnieren und -programmen begannen, die speziell auf Personen zugeschnitten waren, die sich für das Para-Standing-Tennis qualifiziert hatten. Antonio Solano aus Mexiko, (* 1960), gilt als die erste bekannte Person mit angeborenen verkürzten Armen, die 2016 in Houston, Texas, PST (bzw. TAP) spielte. Als sich die Technologie im Bereich Prothetik und Orthesen im Laufe der Jahre weiterentwickelt hat, begannen Menschen mit körperlichen Behinderungen mithilfe von Bein- und Armprothesen sowie Orthesen an Tennisturnieren teilzunehmen. Japan war das erste Land, das eine nationale Organisation, die Japan Adaptive Stand-Up Tennis Association (JASTA), gegründet hat.
2023 konnte sich bereits Para-Standing-Tennis beim Grand Slam Turnier der US Open im Arthur Ashe Stadium in einer Demonstration eines Doppelturniers vorstellen. Auch Tennis Australia hat ein Pilotprogramm für Para-Standing-Tennis mit einem Turnier in Sydney und weiteren Turnieren in ganz Australien angekündigt. Die Para-Standing-Tennis-Weltmeisterschaften 2024, die in Turin stattfanden, wurden zum ersten Mal offiziell vom Internationalen Tennisverband unterstützt.

## Klassifizierung

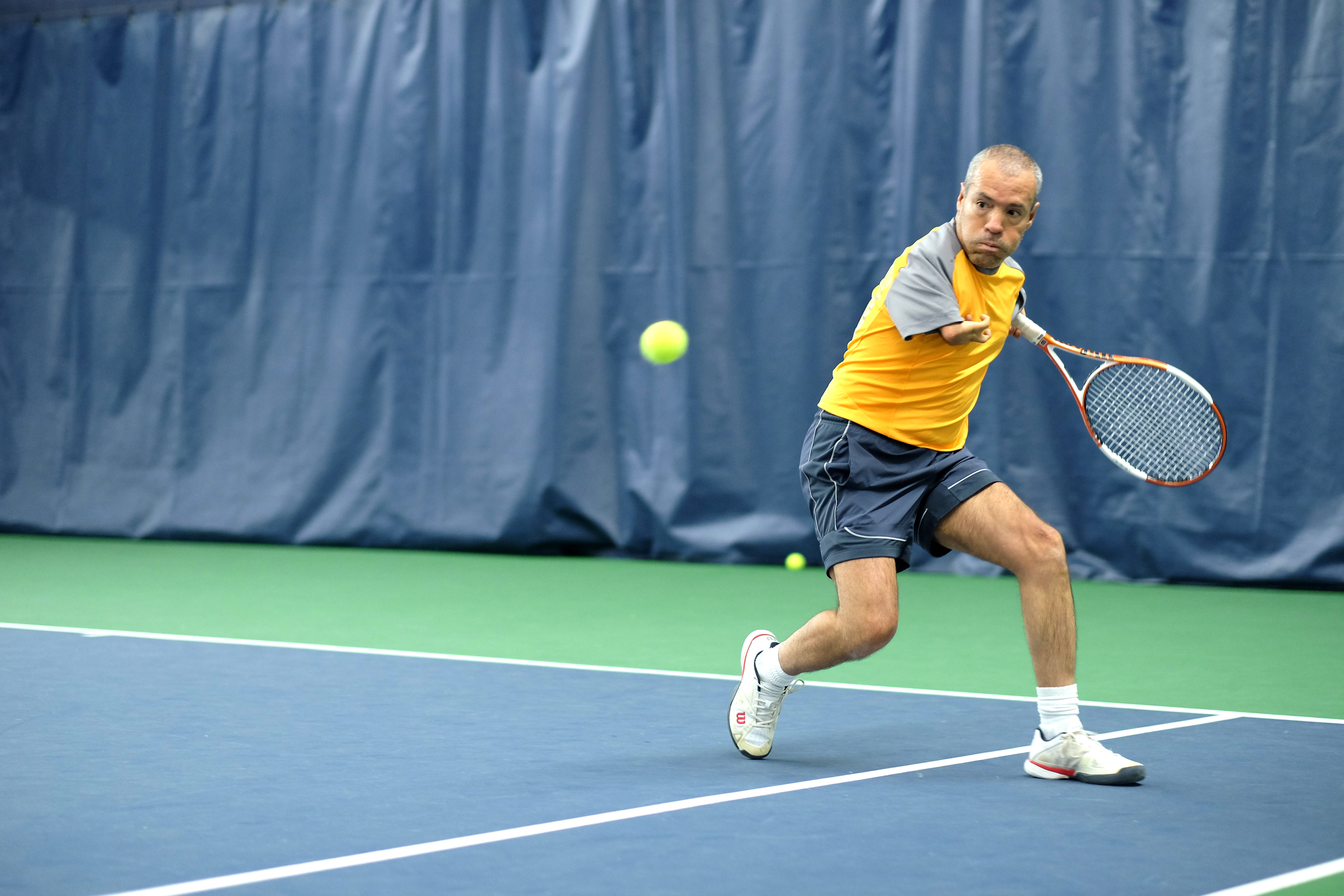
PST-1-Tennisspieler Antonio Solano

Die Klassifizierungen im Para-Standing-Tennis basieren auf einem bestehenden System, das im Parabadminton verwendet wird. Dort wird jedoch nach Rollstuhl-Badminton (WH1 und WH2) und Para-Standing-Badminton (SL3, SL4, SU5 und SH6) unterschieden. Die letzten vier Klassifizierungen wurden in die vier Para-Standing-Tennis Klassifizierungen als PST 1 bis PST 4 übernommen. Formale Klassifizierungsrichtlinien wurden durch das Internationale Paralympische Komitee erlassen.
Im Para-Standing-Tennis gibt es vier Startklassen und Zielgruppen:
- PST 1: Beeinträchtigung der oberen Extremitäten, z. B. Amputation eines Armes, verkürzte Arme
- PST 2: Beeinträchtigung der unteren Extremitäten mit gut erhaltener Mobilität, z. B. Amputation unterhalb des Knies oder leichte Hemiparese
- PST 3: Beeinträchtigung der unteren Extremitäten mit größerer Einschränkung in der Mobilität, z. B. Amputation oberhalb des Knies, beider Beine oder schwerere Hemiparese
- PST 4: Kleinwuchs

## Tennisregeln
Es gelten die etablierten Tennisregeln, Spielfeldgrößen, Schläger und Bälle. In den Kategorien PST 3 und 4 darf der Ball zweimal aufspringen, beim zweiten Mal auch außerhalb des Spielfelds.